# Người Kuy
Người Kuy, còn gọi là Kui, Kuoy, Soui, Kuay (tiếng Thái: ภาษากูย; tiếng Khmer: ភាសាកួយ), là một dân tộc sống trong khu vực Đông Nam Á, gồm các nước Thái Lan, Lào và Campuchia.
Người Kuy nói tiếng Kuy, một ngôn ngữ thuộc ngữ chi Katu trong ngữ hệ Nam Á.

## Phân bố
Tại Thái Lan người Kuy sống ở phía đông, thường gọi là vùng Isan.
Tại Lào người Kuy sống ở các tỉnh phía nam là Salavan, Savannakhet và Sekong.
Tại Campuchia họ được ghép tất vào khối các dân tộc thiểu số và gọi là người Khmer Loeu . Người Kuy sống ở phía bắc, tại các tỉnh Preah Vihear, Stung Treng, Kampong Thom.

## Chỉ dẫn
1. ↑  Điều tra dân số "2008 Cambodian census" không hề nói đến sắc tộc của công dân.